# Festival international du film d'amour de Mons
Il Festival international du film d'amour de Mons (FIFA) è un festival cinematografico che si svolge annualmente a Mons dal 1985, nel mese di febbraio, durante la settimana di san Valentino, dedicato ai film di genere romantico e sentimentale.

## Storia
Il festival è stato creato nel 1984 per iniziativa del politico Elio Di Rupo.
La prima edizione si è svolta dal 13 al 20 febbraio 1985 al cinéma Clichy ed ha presentato quindici film.
A partire dalla decima edizione la Jury des jeunes européens, composta da rappresentanti dei paesi della Comunità europea, ha assegnato un riconoscimento denominato Cœur d'or, il cui trofeo è stato scolpito da Lucien Lacomblez.
Dalla quindicesima edizione, nel 1999, è stata introdotta la competizione ufficiale, con l'assegnazione dei Cœurs de cristal ai miglior film, interpretazione femminile, interpretazione maschile e sceneggiatura. In seguito si sono aggiunti vari premi collaterali (prix Ciné Femme, prix Meuter-Titra, premio del Pubblico, prix Kodak.).

## Albo d'oro
- 1994 - Cœur d'or du jury des jeunes européens: Le persone normali non hanno niente di eccezionale (Les gens normaux n'ont rien d'exceptionnel), regia di Laurence Ferreira Barbosa
- 1995 - Cœur d'or du jury des jeunes européens: La teta y la luna, regia di Bigas Luna
- 1997 - Cœur d'or du jury des jeunes européens: L'estate di Bobby Charlton, regia di Massimo Guglielmi
- 1998 - Cœur d'or du jury des jeunes européens: Le gône du Chaaba, regia di Christophe Ruggia
- 1999
  - Grand Prix: Xiu Xiu, regia di Joan Chen
  - Premio per la miglior interpretazione femminile: Pascale Montpetit - Coeur au poing
  - Premio per la miglior interpretazione maschile: Nicolas Sisti Aymone - Domani
  - Premio per la miglior sceneggiatura: Masato Kato e Natsuo Sekikawa - Fishes in August
  - Coup de cœur della giuria: Ekspres, Ekspres, regia di Igor Sterk
  - Cœur d'or du jury des jeunes européens: Chernata lyastovitza, regia di Georgi Djulgerov
- 2000
  - Grand Prix: Libero Burro, regia di Sergio Castellitto
  - Premio per la miglior interpretazione femminile: Emmanuelle Laborit - Retour à la vie ex aequo Lorenza Indovina - Un amore
  - Premio per la miglior interpretazione maschile: Jalil Lespert - Un dérangement considérable
  - Premio per la miglior sceneggiatura: Maarten Treurniet - Het paradijs
  - Coup de cœur della giuria: Het paradijs, regia di Maarten Treurniet
  - Cœur d'or du jury des jeunes européens: Peau d'homme coeur de bête, regia di Hélène Angel
- 2001
  - Grand Prix: Maelström, regia di Denis Villeneuve
  - Premio per la miglior interpretazione femminile: Sylvie Testud e Julie-Marie Parmentier - Les Blessures assassines
  - Premio per la miglior interpretazione maschile: Miguel Ángel Solá - Sé quién eres
  - Premio per la miglior sceneggiatura: Robert Guédiguian - La città è tranquilla (La ville est tranquille)
    - Premio per la miglior sceneggiatura - Menzione speciale: Herman Van Eyken - Le bal des pantins

  - Coup de cœur della giuria: Crazy, regia di Hans Christian Schmid
  - Cœur d'or du jury des jeunes européens: Zornige Küsse, regia di Judith Kennel
- 2002
  - Grand Prix: Ricette d'amore (Mostly Martha), regia di Sandra Nettelbeck
  - Premio per la miglior interpretazione femminile: Martina Gedeck - Ricette d'amore (Mostly Martha)
  - Premio per la miglior interpretazione maschile: Sergio Castellitto - Ricette d'amore (Mostly Martha)
  - Premio per la miglior sceneggiatura: Sandra Nettelbeck - Ricette d'amore (Mostly Martha)
  - Coup de cœur della giuria: L'ange de goudron, regia di Denis Chouinard
  - Cœur d'or du jury des jeunes européens: Filantropica, regia di Nae Caranfil
- 2003
  - Grand Prix: Occident, regia di Cristian Mungiu
  - Premio per la miglior interpretazione femminile: Valeria Golino - Respiro
  - Premio per la miglior interpretazione maschile: Lázaro Ramos - Madame Satã
  - Premio per la miglior sceneggiatura: Matthias Pacht - Porto mio fratello a fare sesso (Mein Bruder, der Vampir)
  - Coup de cœur della giuria: Dyskoloi apohairetismoi: O babas mou, regia di Penny Panayotopoulou
  - Premio per il miglior film europeo della giuria giovane: Porto mio fratello a fare sesso (Mein Bruder, der Vampir), regia di Sven Taddicken
- 2004
  - Grand Prix: Vodka Lemon, regia di Hiner Saleem
  - Premio per la miglior interpretazione femminile: Sara Forestier, Sabrina Ouazani e Nanou Benahmou - La schivata (L'esquive)
  - Premio per la miglior interpretazione maschile: Luis Fernando Peña - Amarte duele
  - Premio per la miglior sceneggiatura: Michelangelo Frammartino - Il dono
  - Coup de cœur della giuria: Tasuma, regia di Kollo Sanou
  - Premio per il miglior film europeo della giuria giovane: Comme si de rien n'était, regia di Pierre-Olivier Mornas
- 2005
  - Grand Prix: Lettre d'amour zoulou, regia di Ramadan Suleman
  - Premio per la miglior interpretazione femminile: Ronit Elkabetz - Ve'Lakhta Lehe Isha
  - Premio per la miglior interpretazione maschile: Simon Abkarian - Ve'Lakhta Lehe Isha
  - Premio per la miglior sceneggiatura: Cate Shortland - Somersault
  - Coup de cœur della giuria: Yasmin, regia di Kenneth Glenaan
  - Premio per il miglior film europeo della giuria giovane: Io no, regia di Simona Izzo e Riccardo Tognazzi
- 2006
  - Grand Prix: Lower City (Cidade Baixa), regia di Sérgio Machado
  - Premio per la miglior interpretazione femminile: Anna Cieslak - Masz na imie Justine
  - Premio per la miglior interpretazione maschile: Presley Chweneyagae - Il suo nome è Tsotsi (Tsotsi)
  - Premio per la miglior sceneggiatura: Jean-Paul Bathany, Pierre-François Martin-Laval,	Isabelle Nanty e Frédéric Proust - Essaye-moi
  - Coup de cœur della giuria: Il suo nome è Tsotsi (Tsotsi), regia di Gavin Hood
  - Premio per il miglior film europeo: Schatten der Zeit, regia di Florian Gallenberger
- 2007
  - Grand Prix: Emmas Glück, regia di Sven Taddicken
  - Premio per la miglior interpretazione femminile: Jördis Triebel - Emmas Glück
  - Premio per la miglior interpretazione maschile: Lotfi Abdelli - Making of, le dernier film
  - Premio per la miglior regia: Murali K. Thalluri - 2:37
  - Coup de cœur della giuria: 2 giorni a Parigi (2 Days in Paris), regia di Julie Delpy
  - Premio per il miglior film europeo: Azuloscurocasinegro, regia di Daniel Sànchez Arévalo
- 2008
  - Grand Prix: Once (Una volta) (Once), regia di John Carney
  - Premio per la miglior interpretazione femminile: Sabrina Ben Abdallah, Zhora Mouffok e Ariane Jacquot - Dans la vie
  - Premio per la miglior interpretazione maschile: Sasson Gabai - La banda (Bikur Ha-Tizmoret)
  - Premio per la miglior sceneggiatura: Mario Cabrera Lima, Claudio Del Punta e Romina Ganduglia - Haïti Chérie
  - Coup de cœur della giuria: La banda (Bikur Ha-Tizmoret), regia di Eran Kolirin
  - Premio per il miglior film europeo: This Is England, regia di Shane Meadows
- 2009
  - Grand Prix: Eid milad Laila, regia di Rashid Masharawi
  - Premio per la miglior interpretazione femminile: Félicité Wouassi - Aide-toi, le ciel t'aidera
  - Premio per la miglior interpretazione maschile: Moshe Ivgy - Restless
  - Premio per la miglior sceneggiatura: Adrian Sitaru - Pescuit sportiv
  - Coup de cœur della giuria: Gardens of the Night, regia di Damian Harris
  - Premio per il miglior film europeo: Back Soon, regia di Sólveig Anspach
- 2010
  - Grand Prix: Gagma napiri, regia di George Ovashvili
  - Premio per la miglior interpretazione femminile: Amanda Pilke e Marjut Maristo - Kielletty hedelmä
  - Premio per la miglior interpretazione maschile: Andi Vasluianu - Cealalta Irina
  - Premio per la miglior sceneggiatura: Martin Suter - Giulias Verschwinden
  - Coup de cœur della giuria: Hayat var, regia di Reha Erdem
  - Premio per il miglior film europeo: Eastern Plays, regia di Kamen Kalev
- 2011
  - Grand Prix: The Christening, regia di Marcin Wrona
  - Premio per la miglior interpretazione femminile: Claire Sloma - The Myth of the American Sleepover
  - Premio per la miglior interpretazione maschile: Toni Servillo - Gorbaciof
  - Premio per la miglior sceneggiatura: Grzegorz Jankowski, Grazyna Trela e Dariusz Glazer - The Christening
  - Coup de cœur della giuria: Gorbaciof, regia di Stefano Incerti
  - Premio per il miglior film europeo: Five Day Shelter, regia di Ger Leonard
- 2012
  - Grand Prix: Hyvä Poika, regia di Zaida Bergroth
  - Premio per la miglior interpretazione femminile: Olga Simonova - Beduin
  - Premio per la miglior interpretazione maschile: Samuli Nittymäki - Hyvä Poika
  - Premio per la miglior sceneggiatura: Roland Edzard - La Fin du silence
  - Coup de cœur della giuria: Beduin, regia di Igor Voloshin
  - Premio per il miglior film europeo: Turn Me On!, regia di Jannicke Systad Jacobsen
- 2013
  - Grand Prix: Halimin put, regia di Arsen A. Ostojic